# Guitarbygger
En guitarbygger er en person, en træsmed, der konstruerer guitarer. Der findes en del private personer, der selv fremstiller deres guitarer fra bunden. Disse personer kan være udlært i instrumentbyggerfaget – og nogen af dem kan bygge andet end guitarer (fx violiner, store såvel som små), og der findes naturligvis også fabrikanter af guitarer.

## Fabrikanter
- Dean
- Danelectro
- Fender
- Gibson / Epiphone
- Gretsch
- ESP / LTD
- Ibanez
- Martin
- Rickenbacker
- Vox

## Guitarbyggerer
- Linda Manzer
- Leonardo Michelin-Salomon
- Yuri Landman
- Antonio Torres Jurado (1817 – 1892)
- Severin Guitarer